# La legge
La legge (Frans: La Loi) is een Italiaans-Franse dramafilm uit 1959 onder regie van Jules Dassin.

## Verhaal
De beeldschone Marietta is de bediende van don Cesare. De mannen van het dorp spelen 's avonds een spel, waarbij de winnaar de anderen als slaaf mag behandelen en vernederen. Marietta wordt begeerd door het maffialid Matteo, maar ze is zelf verliefd op de arme ingenieur Enrico. Ze speelt mee met de mannen in een poging om haar wensen in vervulling te laten gaan.

## Rolverdeling
| Acteur               | Personage          |
| -------------------- | ------------------ |
| Gina Lollobrigida    | Marietta           |
| Pierre Brasseur      | Don Cesare         |
| Marcello Mastroianni | Enrico Tosso       |
| Melina Mercouri      | Donna Lucrezia     |
| Yves Montand         | Matteo Brigante    |
| Raf Mattioli         | Francesco Brigante |
| Vittorio Caprioli    | Attilio            |
| Lidia Alfonsi        | Giuseppina         |
| Gianrico Tedeschi    | Werkloze           |
| Nino Vingelli        | Pizzaccio          |
| Bruno Carotenuto     | Balbo              |
| Luisa Rivelli        | Elvira             |
| Anna Maria Bottini   | Maria              |
| Anna Arena           | Anna               |
| Edda Soligo          | Giulia             |